# Северокорейско-сомалийские отношения
Северокорейско-сомалийские отношения — двусторонние дипломатические отношения между Корейской Народно-Демократической Республикой и Сомали. Страны являются членами Организации Объединённых Наций (ООН).

## История
Дипломатические отношения между КНДР и Сомали были официально установлены 13 апреля 1967 года. В период с конца 1950-х по 1960-е годы КНДР впервые провозгласила автономную дипломатию. Во времена существования Демократической Республики Сомали отношения с КНДР были крепкими из-за общих идеалов и геополитических интересов. Государство формально придерживались политики антиимпериализма и социализма, а также присоединились к стороне Советского Союза в холодной войне. Верховный революционный совет Сомали установил отношения с КНДР в 1970 году. Президент Сомали Мохаммед Сиад Барре дважды посетил Пхеньян. Он встретился с президентом КНДР Ким Ир Сеном и подписал двустороннее соглашение о технической и экономической помощи.
В последующие годы военное сотрудничество активизировалось, КНДР обучала и оснащала вооружённые силы Сомали. Власти КНДР были недовольны участием Эфиопии в Корейской войне, по этой причине северокорейские советники обучали просомалийские партизанские силы, действующие в регионе Огаден. Ситуация значительно изменилась после прихода к власти в Эфиопии коммунистической власти Дерг в 1974 году, что в конечном итоге привело к началу советской поддержки Эфиопии. КНДР последовала этому примеру и предоставила Эфиопии военную помощь против Сомали во время эфиопо-сомалийской войны. По данным Национального комитета КНДР по состоянию на март 2014 года, КНДР и Сомали официально поддерживают дипломатические отношения.